# Larix omoloica
Larix omoloica — викопний вид хвойних рослин з родини соснових (Pinaceae). Скам'янілості датовані раннім міоценом, відомі з місць на р. Омолой у Якутії.